# Denis Grimberghs
Denis Grimberghs (né à Anderlecht le 10 mars 1957) est un homme politique belge et bruxellois, membre du Centre démocrate humaniste (cdH).

## La formation
Denis Grimberghs est assistant social (Cardijn) et licencié en sciences du travail (UCL).

## La carrière politique
Issu de la mouvance de gauche chrétienne (Démocratie chrétienne Wallonie-Bruxelles), il devient, en 1986, collaborateur au cabinet du ministre Jean-Louis Thys; de 1988 à 1991, il en est le directeur de cabinet. 
De 1992 à 1995, il est membre de la Chambre des représentants et, depuis juin 1995, il est député au Conseil de la Région de Bruxelles-Capitale, sans jamais avoir réalisé des scores personnels importants, ne dépassant guère la barrière des 2500 voix de préférence.
Il est, depuis 2004, chef de groupe cdH au Parlement bruxellois. Dans le cadre de ce mandat, il a rédigé un rapport sur l'implantation des institutions européennes à Bruxelles. 
Il est également conseiller communal à Schaerbeek.
Le 30 mars 2009, Denis Grimberghs déclare ne plus pouvoir accepter « les modes de fonctionnement de Madame Milquet » (Joëlle Milquet, alors présidente du cdH) et constater, « sans amertume personnelle l’incapacité chronique de faire fonctionner normalement les instances de décision de notre parti » : en conséquence il annonce sa "décision irrévocable de ne plus siéger dans aucune des instances du parti, si ce n'est au niveau local",.

## Les poursuites judiciaires
En 1994, une instruction pour faux en écriture dans le cadre d'une affaire de financement présumé illégal du PSC (Parti social chrétien, devenu cdH) fut ouverte à l'encontre de Jean-Louis Thys, Denis Grimberghs et quatre autres personnes.
Les faits étant prescrits depuis mars 2004, la justice prononça un non-lieu général dans cette affaire en septembre 2008.

## Mandats divers
Denis Grimberghs assure la présidence de Citydev.
Il assure également la présidence de plusieurs organismes :
- l'asbl AMOS (« Action en milieu ouvert à Schaerbeek »)
- l'ITSCM (pouvoir organisateur de l’institut d’enseignement secondaire et de promotion sociale Cardinal Mercier et des écoles fondamentales Notre-Dame du Sacré-Cœur et institut Champagnat)
- la Haute École Galilée.

## Décoration
- Officier de l'ordre de Léopold (2009)[5]